# Hrabstwo Anderson (Karolina Południowa)

Piramida wieku hrabstwa

Hrabstwo Anderson znajduje się na północnym zachodzie stanu Karolina Południowa. W roku 2005 liczba mieszkańców wyniosła 175 514. Stolicą jest Anderson. Nazwane cześć Roberta Andersona, prominentnej postaci amerykańskiej rewolucji.

## Geografia i gospodarka
Całkowita powierzchnia wynosi 1962 km². Z tego 102 km² (5,21%) stanowi woda. Znajdują się tutaj ośrodki rekreacyjne wzdłuż brzegów jezior, plaże, widok na Pasmo Błękitne. Jedne z najniższych kosztów utrzymania w USA.

### Miejscowości
| - Anderson - Belton - Clemson - Honea Path - Iva | - Pelzer - Pendleton - Starr - West Pelzer - Williamston |

### CDP
- Centerville
- Fair Play
- Homeland Park
- Northlake
- Piedmont
- Powdersville

### Sąsiednie hrabstwa
- Pickens – północ i północny zachód
- Greenville – północny wschód
- Laurens – wschód
- Abbeville – południe
- Elbert w Georgii – południowy zachód
- Hart w Georgii – zachód
- Oconee – północny zachód

## Religia
W 2010 roku ponad połowa populacji (52,3%) jest członkami kościołów ewangelikalnych, z największą denominacją Południową Konwencją Baptystów (41%). Do innych większych społeczności ewangelikalnych należą zielonoświątkowcy (6%) i bezdenominacyjni (4,2%).
Protestantyzm głównego nurtu obejmuje 6,3% populacji, z największą denominacją Zjednoczonym Kościołem Metodystycznym (4,2%), a do grupy określanej jako historyczni czarni protestanci należy 4,2%, w większości baptyści.
Największym nieprotestanckim związkiem wyznaniowym jest Kościół katolicki, który z dwoma kościołami obejmuje 1,5% populacji hrabstwa. Inne religie w hrabstwie, to głównie: mormoni (0,5%), bahaiści (0,09%) i świadkowie Jehowy (1 zbór).